# 沢田村 (福島県)
沢田村（さわだむら）は福島県石川郡にかつて存在した村である。

## 地理
- 現在の石川町の西部に位置する。
- 阿武隈高地に位置し、村域は山がちな地形になっている。
- 村は阿武隈川の東岸に位置する。

## 歴史

### 村域の変遷
- 1889年（明治22年）4月1日 - 町村制施行により、沢井村・赤羽村・新屋敷村が合併し石川郡沢田村が発足。
- 1955年（昭和30年）3月31日 - 沢田村は石川町・野木沢村・母畑村・中谷村・山橋村が合併し石川町が発足。沢田村は消滅。

変遷表
| 1868年 以前 | 1868年 以前 | 明治22年 4月1日 | 昭和30年 3月31日 | 現在   |
| ----------- | ----------- | --------------- | ---------------- | ------ |
|             | 沢井村      | 沢田村          | 石川町           | 石川町 |
|             | 赤羽村      | 沢田村          | 石川町           | 石川町 |
|             | 新屋敷村    | 沢田村          | 石川町           | 石川町 |

## 大字
- 沢井（さわい）
- 赤羽（あかばね）
- 新屋敷（あらやしき）

## 人口・世帯

### 人口
総数 [単位： 人]
| 1891年（明治24年） | 1,452 |
| 1920年（大正 9年） | 2,055 |
| 1935年（昭和10年） | 2,509 |

### 世帯
総数 [単位： 世帯]
| 1920年（大正 9年） | 381 |
| 1935年（昭和10年） | 408 |